# 대한민국의 도지사
대한민국의 도지사는 대한민국 14개의 도 각각을 대표하는 사람이며, 특별시장, 광역시장, 특별자치시장, 교육감과 함께 광역지방자치단체장의 하나이다. 지방 선거 때 주민들의 직접 선거로 선출된다.
제주특별자치도는 '특별자치도'라 하여, '특별자치도지사'라고 한다. 일반 도지사들과는 약간 다르지만, 선출 방식은 직선제로 일반 도지사들과 동일하다.

## 목록
| 도       | 도지사 |
| -------- | ------ |
| 경기도   | 김동연 |
| 강원도   | 최문순 |
| 충청남도 | 김태흠 |
| 충청북도 | 김영환 |
| 전라남도 | 김영록 |
| 전라북도 | 김관영 |
| 경상남도 | 박완수 |
| 경상북도 | 이철우 |
| 제주도   | 오영훈 |
| 황해도   | 한상순 |
| 평안남도 | 백남진 |
| 평안북도 | 백구섭 |
| 함경남도 | 황덕호 |
| 함경북도 | 박기정 |

## 미수복 지역 도지사
황해도부터 함경북도까지는 형식적인 행정구역으로, 현재는 조선민주주의인민공화국이 실효지배하고 있다. 따라서 대한민국의 도지사는 사실상 9명이며, 이들만이 직선으로 선출된다.
한편 나머지 5명의 도지사는 대통령에 의해 임명되는 직책으로, 실질적인 권한은 없다. 북한의 붕괴 시, 해당 도지사들은 실질적인 역할을 맡는 게 아니라, 자동적으로 사퇴하고, 새로 선출된다.
국민들이 직접 뽑는 9명의 도지사들은 도청에서 일하지만, 나머지 5명은 이북5도위원회를 통해 일한다. 이 위원회가 5개 미수복 지역 도청의 역할을 사실상 하고 있다. 이들은 또한 휴전선으로 갈린 경기도와 강원도의 미수복 지역 관련 일도 담당한다. 그러나, 도지사는 실효지배 구역(free area)의 도지사가 담당한다.